# Каракас
Кара́кас (офіційна назва Сантьяго-де-Леон-де-Каракас, ісп. Santiago de León de Caracas) — столиця та найбільше місто Венесуели, адміністративний центр Великого Каракаса. Культурний та економічний центр країни. 
Каракас є культурною столицею Венесуели, з безліччю ресторанів, театрів, музеїв і торгових центрів. Деякі з найвищих хмарочосів у Латинській Америці розташовані в Каракасі.
2015 року в Каракасі були найвищі показники смертності на душу населення в світі, у тому числі 119 вбивств на 100 000 жителів. Більшість вбивств і інших насильницьких злочинів залишаються не розкритими.

## Географія
Місто розташоване на висоті 900–1000 м над рівнем моря уздовж річки Гуайри в північній частині країни, у вузькій долині Каракас Венесуельського прибережного гірського хребта (Кордильєра-де-ла-Коста). Долина лежить за 13-14 км від Карибського моря, від моря долина відокремлена гірським хребтом Серро-Ель-Авіла (заввишки до 2200 метрів).

## Клімат
У Каракасі клімат тропічних саван (Aw за класифікацією кліматів Кеппена). Середня температура січня становить +19,6 °C, липня — +21,7 °C. Опадів у рік випадає 913 мм. Із травня по листопад триває сезон дощів.
| Клімат Каракаса | Клімат Каракаса | Клімат Каракаса | Клімат Каракаса | Клімат Каракаса | Клімат Каракаса | Клімат Каракаса | Клімат Каракаса | Клімат Каракаса | Клімат Каракаса | Клімат Каракаса | Клімат Каракаса | Клімат Каракаса | Клімат Каракаса |
| Показник | Січ.            | Лют.            | Бер.            | Квіт.           | Трав.           | Черв.           | Лип.            | Серп.           | Вер.            | Жовт.           | Лист.           | Груд.           | Рік             |
| Абсолютний максимум, °C | 31,9            | 34,1            | 35,3            | 33,5            | 34,4            | 32,8            | 33,6            | 31,5            | 32,2            | 31,4            | 31,4            | 30,8            | 35,3            |
| Середній максимум, °C | 23,3            | 23,6            | 24,3            | 25,0            | 25,8            | 26,0            | 25,5            | 25,8            | 25,5            | 25,2            | 24,6            | 23,8            | 24,9            |
| Середня температура, °C | 19,6            | 19,7            | 20,2            | 21,2            | 22,0            | 22,0            | 21,7            | 21,9            | 21,9            | 21,8            | 21,3            | 20,2            | 21,1            |
| Середній мінімум, °C | 15,9            | 15,8            | 16,0            | 17,5            | 18,2            | 18,1            | 17,9            | 18,1            | 18,3            | 18,4            | 18,0            | 16,5            | 17,4            |
| Абсолютний мінімум, °C | 7,1             | 10,9            | 11,4            | 12,5            | 13,1            | 14,9            | 14,1            | 14,3            | 15,5            | 13,1            | 11,9            | 10,0            | 7,1             |
| Норма опадів, мм | 15.3            | 13.2            | 11.4            | 59.2            | 81.7            | 134.1           | 118.4           | 123.8           | 115.4           | 126.3           | 72.6            | 41.4            | 912.8           |
| Вологість повітря, % | 73.7            | 74.2            | 73.0            | 76.3            | 75.4            | 75.1            | 74.1            | 74.0            | 74.9            | 74.7            | 73.7            | 74.7            | 74.5            |
| --- | --------------- | --------------- | --------------- | --------------- | --------------- | --------------- | --------------- | --------------- | --------------- | --------------- | --------------- | --------------- | --------------- |
| Джерело: "Estadísticos Básicos Temperaturas y Humedades Relativas Máximas y Mínimas Medias" (WEB-Archive)"Estadísticos Básicos Temperaturas y Humedades Relativas Medias" (WEB-Archive) |                 |                 |                 |                 |                 |                 |                 |                 |                 |                 |                 |                 |                 |

## Адміністративно-територіальний поділ
Столичний округ Каракас складається з п'яти муніципалітетів: муніципалітету Лібертадор, який є єдиним адміністративним підрозділом столичного округу Венесуели і чотирьох інших муніципалітетів, що знаходяться в штаті Міранда: Чакао, Барута, Сукре і Ель-Атійо.
Населення столичного округу станом на 31.07.2013 року становило 3 261 754 осіб.

## Історія
Місто засноване 25 липня 1567 іспанським конкістадором Дієго де Лосада під назвою Сантьяго-де-Леон-де-Каракас. З 1577 — резиденція іспанського губернатора, з 1777 року — столиця генерал-капітанства Венесуела. На початку свого існування неодноразово піддавався нападам піратів.
У квітні 1810 року в Каракасі відбулося повстання, котре стало початком Війни за незалежність іспанських колоній в Америці. 5 липня 1811 року Каракас став місцем підписання Декларації незалежності. Наступного року сильний землетрус зруйнував місто. Після завершення революційної війни місто у складі Великої Колумбії, з 1830 року — столиця незалежної Республіки Венесуела.
Каракас виріс в економічному сенсі під час нафтового буму у Венесуелі на початку XX століття. Протягом 1950-х років Каракас почав інтенсивну програму модернізації, яка тривала протягом 1960-х і початку 1970-х років. Було побудовано університетське містечко за проєктом архітектора-модерніста Карлоса Рауля Вільянуеви, і яке 2000 року ЮНЕСКО оголосило Світовою спадщиною.

## Населення
Населення Каракаса, як і Венесуели в цілому, становлять переважно метиси. До цієї суміші білого і корінного індіанського населення додається значно менше число осіб, що мають африканське походження. Число осіб, що мають азійське походження, відносно невелике, але з часів Другої світової війни спостерігався значний приплив європейців. Зокрема, протягом 1950-х років велика кількість іспанців, португальців і італійців влаштувалися в Каракасі. До 1956 року в Каракасі і столичному окрузі знаходилося 42 відсотки з 438 тисяч іноземних громадян Венесуели. Ці іммігранти та їхні нащадки, як правило, концентрувалися в певних кварталах міста. Внутрішня міграція значно збільшила темпи зростання населення столиці через вищий показник народжуваності. Основним джерелом мігрантів є західний андський регіон, зокрема штати Тачира, Мерида і Трухільйо, хоча Каракас приваблює людей з усіх інших частин республіки.

## Кримінал
У місті надзвичайно високий рівень криміналітету, що значною мірою зумовлено діяльністю наркокартелів. За цим показником місто (так само, як і гондураське місто Сан-Педро-Сула та мексиканське Сьюдад-Хуарес) займає найвищі місця із кінця 90-х.

## Економіка
Каракас має економіку, орієнтовану переважно на послуги, хоча тут є і промислові підприємства. У місті знаходиться Каракаська фондова біржа і штаб-квартира Petroleos de Venezuela (PDVSA), яка є найбільшою компанією Венесуели і веде переговори по всім міжнародним угодам про експорт нафти. Також тут розташовані сервісні компанії, банки та торгові центри.
Центральний діловий район Каракаса — Мілла-де-Оро, який розташований на півночі муніципалітету Барута і на південь від муніціпалівтета Чакао, є одним з найбільших фінансових центрів Латинської Америки.
Мала і середня промисловість робить свій внесок в економіку Каракаса. Місто забезпечує комунікаційний та транспортний зв'язок між столичною зоною і рештою країни. Важливими галузями промисловості у столичному окрузі є хімічна, текстильна, шкіряна і харчова промисловість. Існують також гумові та цементні заводи. ВВП становить 70 мільярдів доларів США, а ВВП на душу населення — 24 000$.

## Транспорт

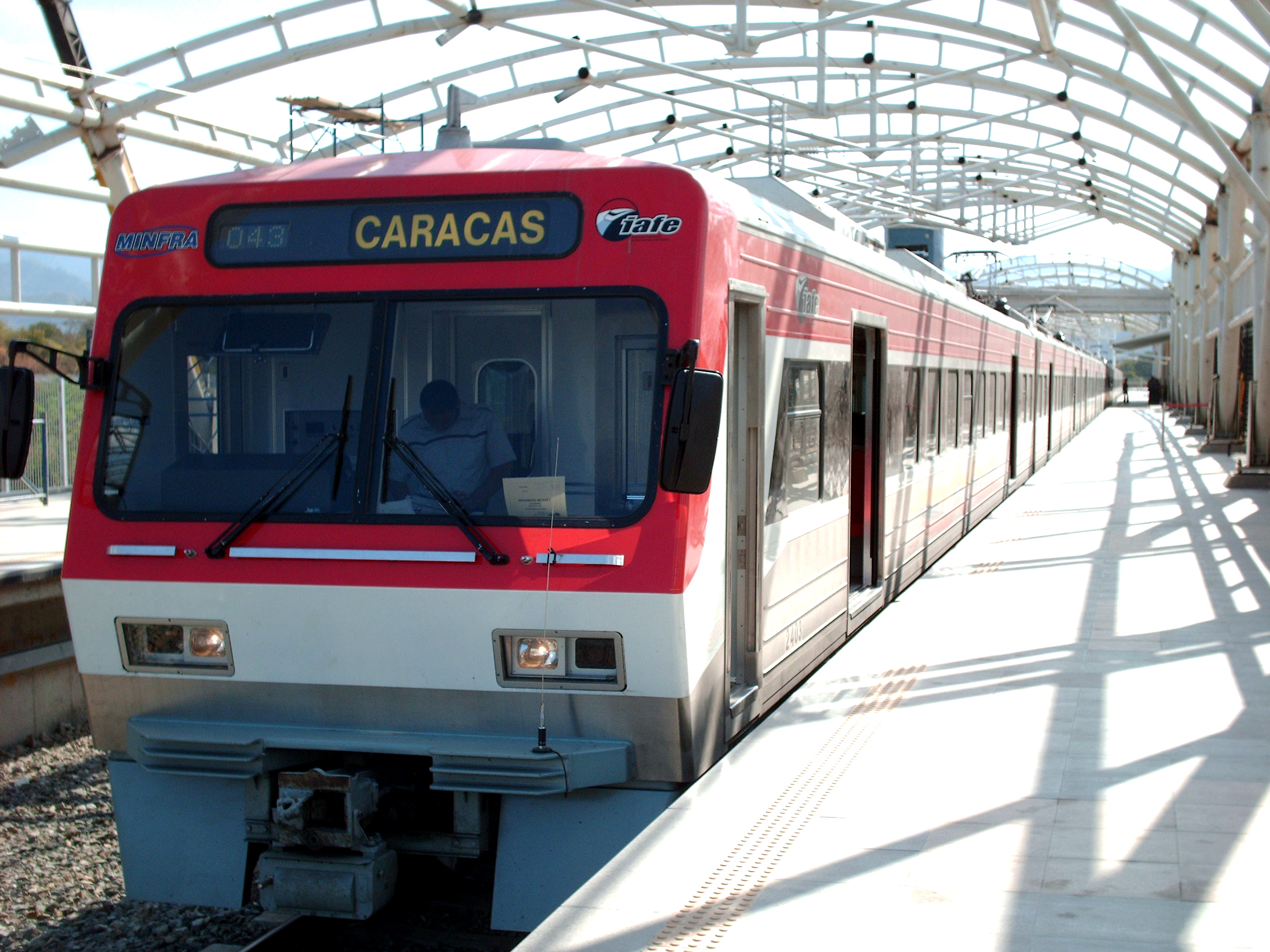
Потяг Каракас-Куа

Метрополітен Каракаса розпочав свою роботу 27 березня 1983 року. Метрополітен має 4 лінії та 48 станцій, ще близько 10 станцій будуються.
Метрополітен, є одним з найдовших у Латинській Америці, охоплює більшу частину міста та інтегрований з автобусної системою Metrobús. 
2010 року почав працювати перший сегмент Metrocable нової системи канатних доріг.
Автобуси є основним засобом масового транспорту. Існують дві системи автобусів: традиційна система і Metrobús. Традиційна система включає безліч типів автобусів, керованих декількома компаніями на звичайних вулицях і проспектах.
Міжнародний аеропорт Сімона Болівара, найбільший і найважливіший в країні, розташований приблизно за 32 км від середмістя Каракасу.

## Освіта

### Найбільші державні університети

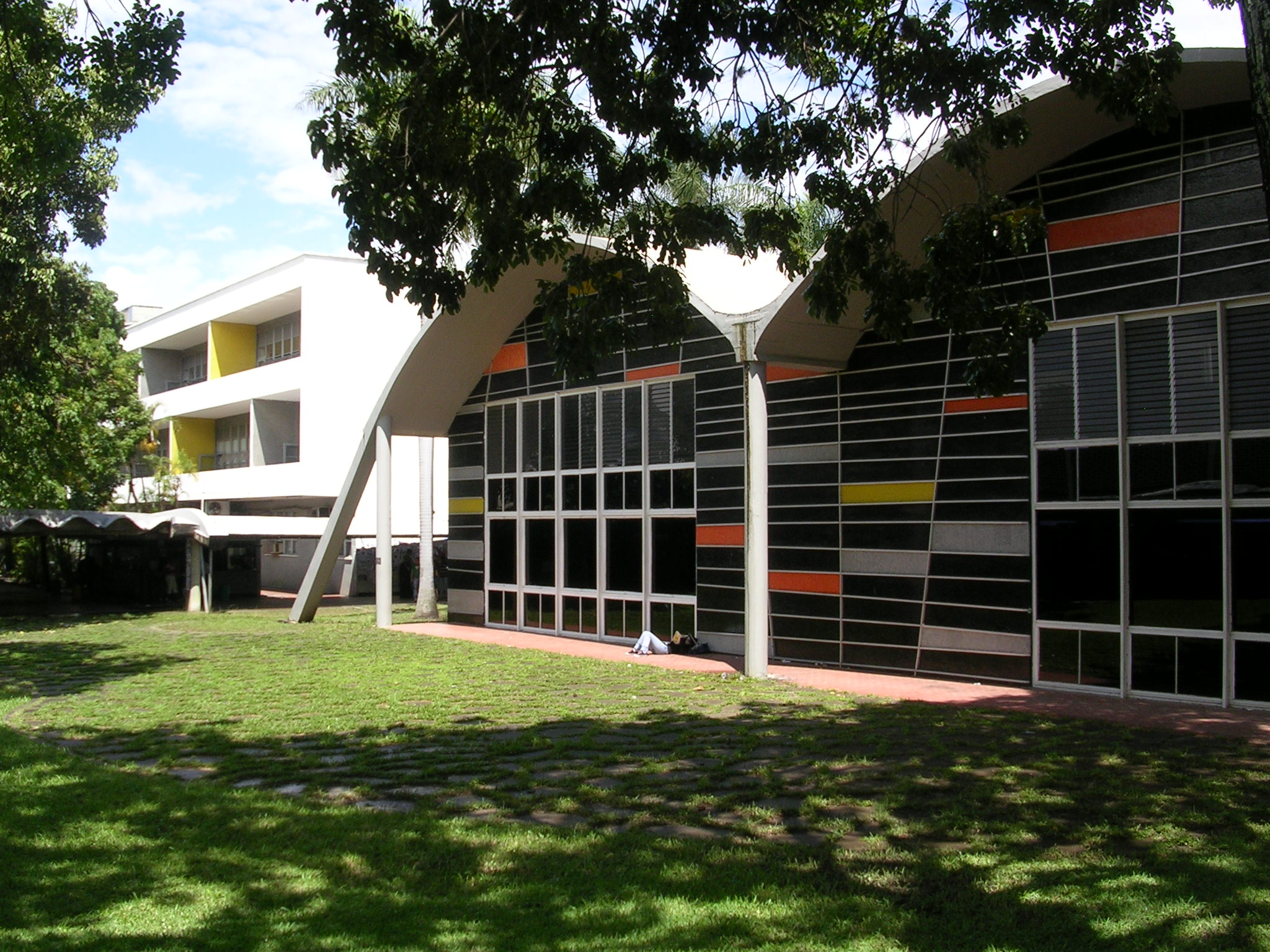
Інженерний факультет Центрального університету Венесуели

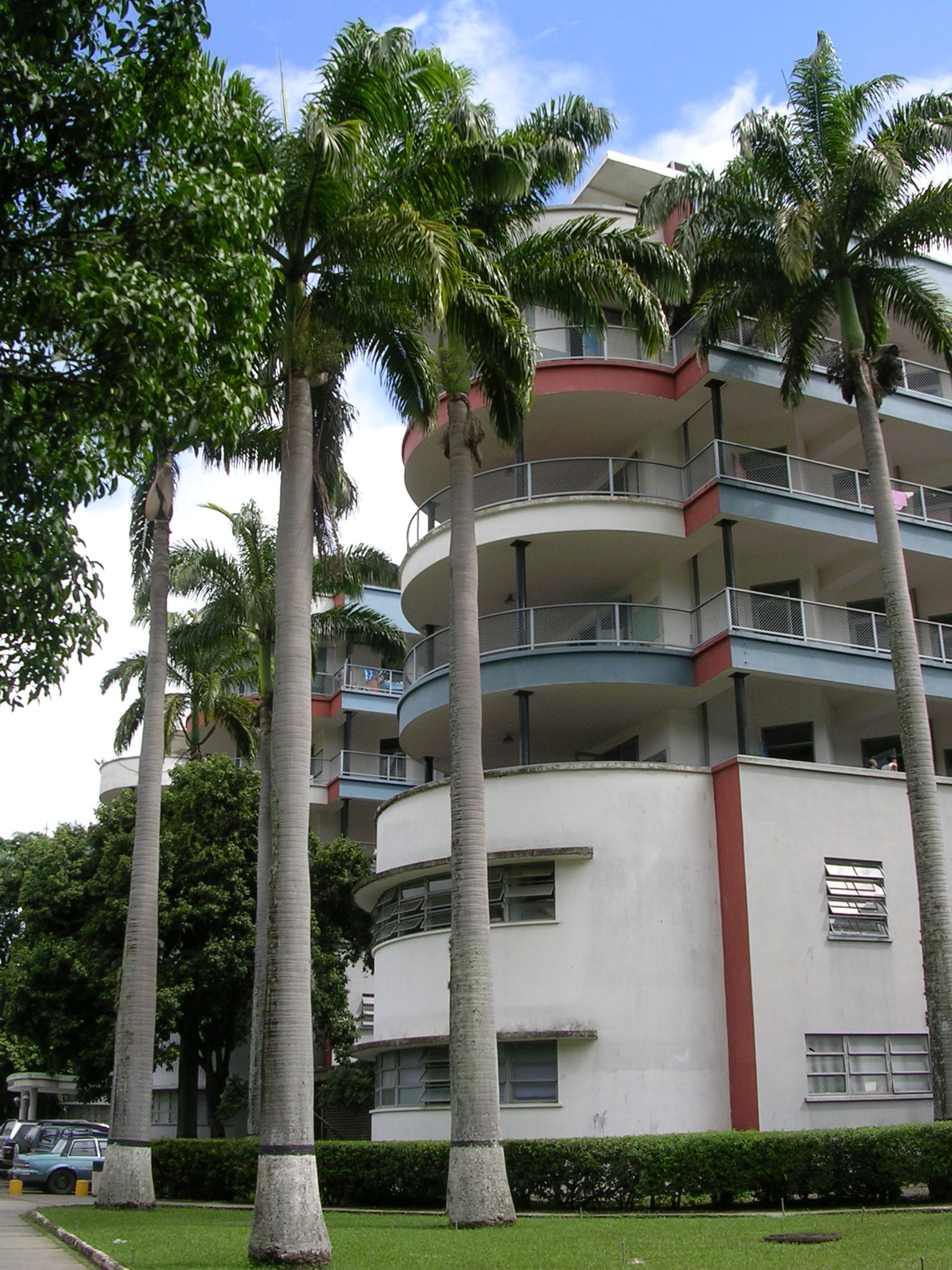
Університетська лікарня

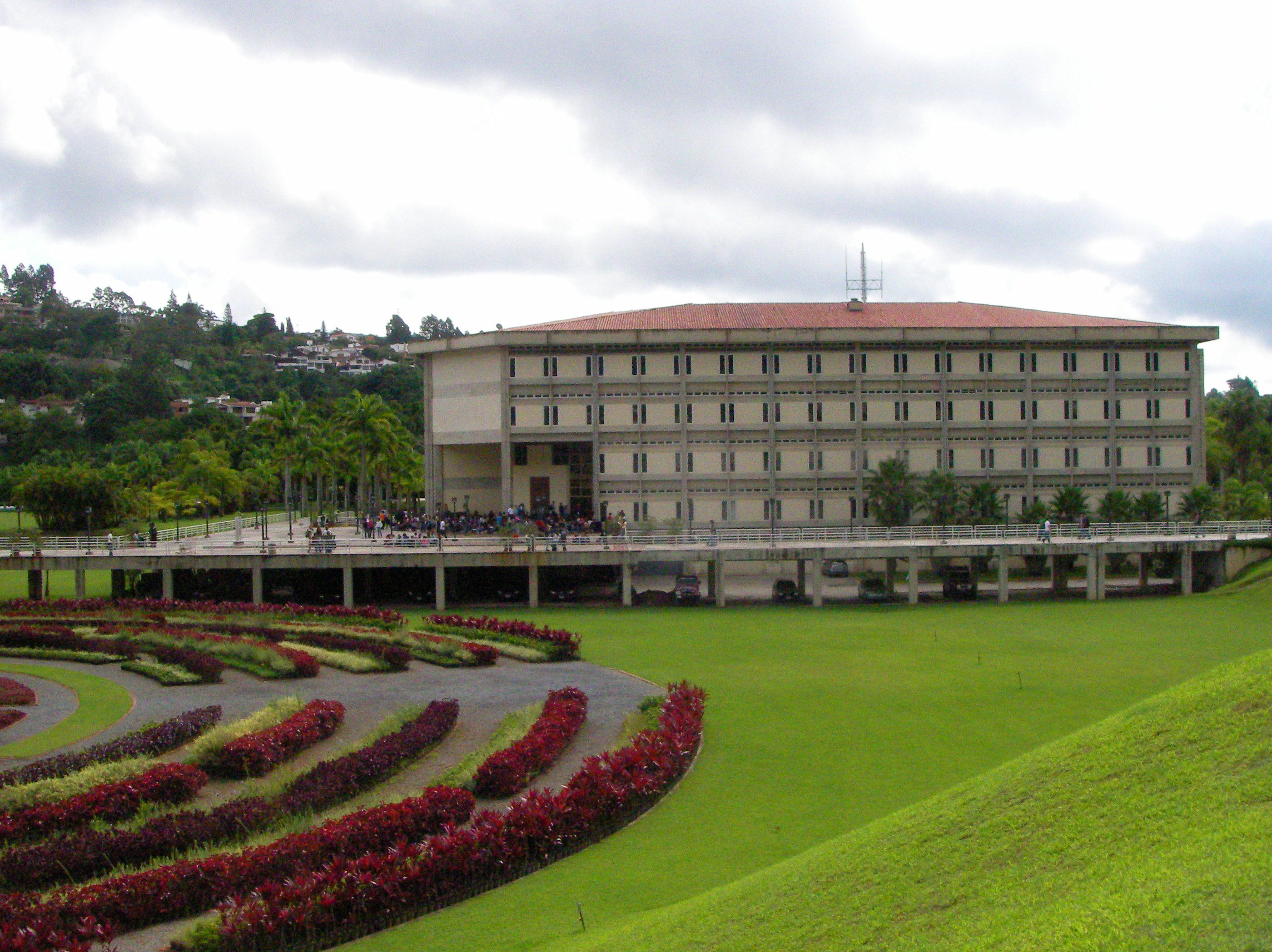
Бібліотека Університету імені Сімона Болівара

Центральний університет Венесуели заснований 1721 року, він є найстарішим університетом Венесуели і одним з найстаріших у Латинській Америці. Головний кампус університету спроєктував Карлос Рауль Вільянуева.
Університет імені Сімона Болівара спеціалізується на науці і техніці. Його девізом є «La Universidad de la Excelencia» («Університет передового досвіду»).

### Інші університети
- Військова академія Венесуели
- Університет Александра Гумбольдта
- Католицький університет Андреса Белло
- Університет Метрополітана
- Університет Санта-Марія
- Університет Хосе-Марія Варгас
- Католицький університет Санта-Роза
- Болівійський університет Венесуели
- Національний експериментальний політехнічний університет національних збройних сил
- Національний експериментальний університет Сімона Родрігеса
- Педагогічний експериментальний університет Лібертадор
- Національний відкритий університет
- Національний експериментальний університет мистецтв
- Університет Монтевіла
- Національний морський експериментальний університет Карибського моря
- Технологічний інститут Амеріго Веспуччі
- Інститут «Політехнічний університет Сантьяго Маріньо»

### Міжнародні школи
- Британська школа Каракаса
- Міжнародний коледж Каракасу
- Школа Кампо Алегре
- Міжнародна християнська школа
- Академія Вашингтон

## Спорт

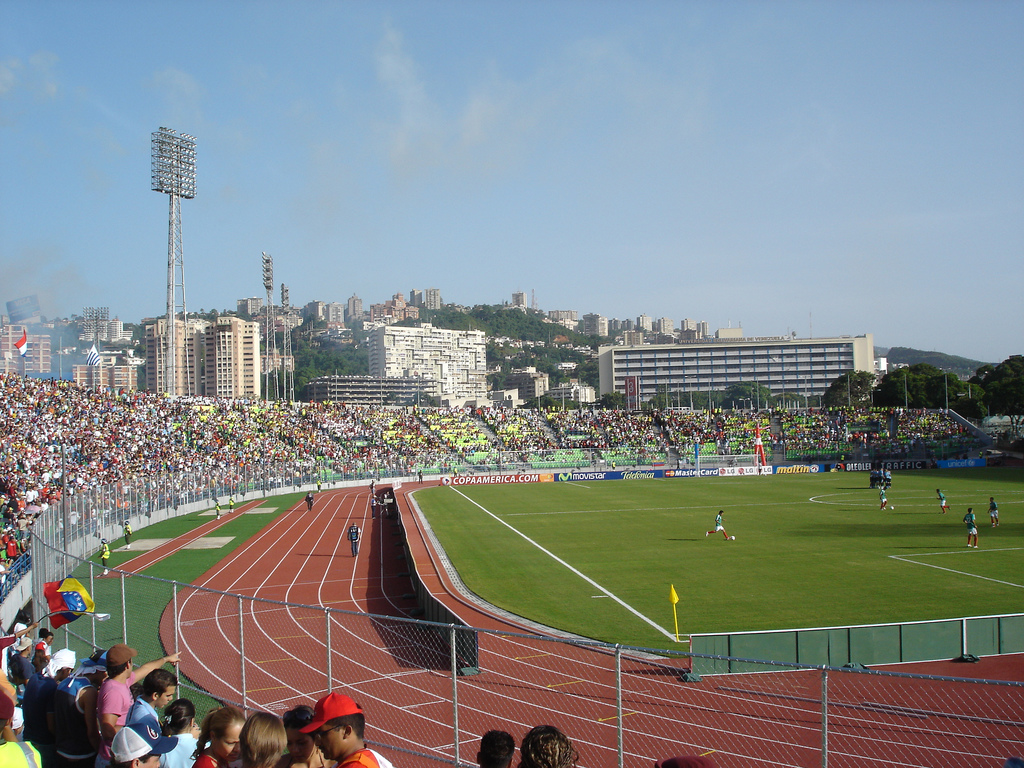
Олімпійський стадіон

Найбільш популярними видами спорту в Каракасі є футбол, бейсбол і баскетбол. У місті базуються футбольні клуби Каракас, Депортіво Петаре, Атлетіко Венесуела, SD Centro Italo Venezolano, Естрелья Роха, Депортіво Ла Гуайра.
1983 року Каракас приймав Панамериканські ігри, 2013 року — Чемпіонат Америки з баскетболу.

## Українці Каракаса

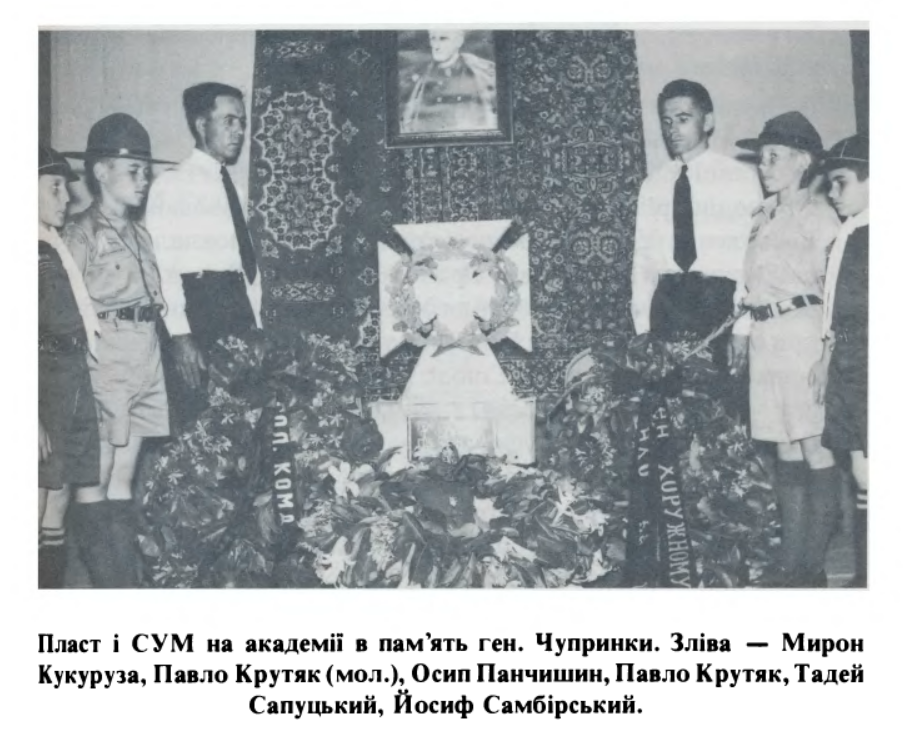
Вшанування пам'яті генерала Романа Шухевича членами СУМ і ПЛАСТ в Каракас, Венесуела. 1950-ті роки.

Українці розвивали релігійні громади в Каракасі, і започаткували православну церкву Св. Покровиі та греко-католицьку церкву на Кальварії. Молодь долучилася до Спілки Української Молоді та ПЛАСТу які діяли в місті. 1949 року було засноване товариство Об’єднання українських жінок Венесуели. Вони організовував національні фестивалі, дитячі та розважальні заходи. Завідували двома дитячими садками та суботньою школою, збирала кошти на будівництво Українського Народного Дому. 
У 1949 р. українські емігранти заснували тут спортивне товариство УСТ Чорноморці.
Виходили українські програми на державному радіо Венесуели в Каракасі з 21 жовтня 1951 року, щонеділі по пів години, керівником передач був професор Петро Макаренко. 1953 року в Каракасі була заснована читальня товариства «Просвіта» з активним членством яке досягало 80 осіб, читальня налічувала понад 1300 книг, журналів та газет, головою читальні був колишній старшина УПА Олександр Дейнека.
Українці в 1988 році активно долучилися до святкування Тисячоліття Хрещення України.

## Відомі люди

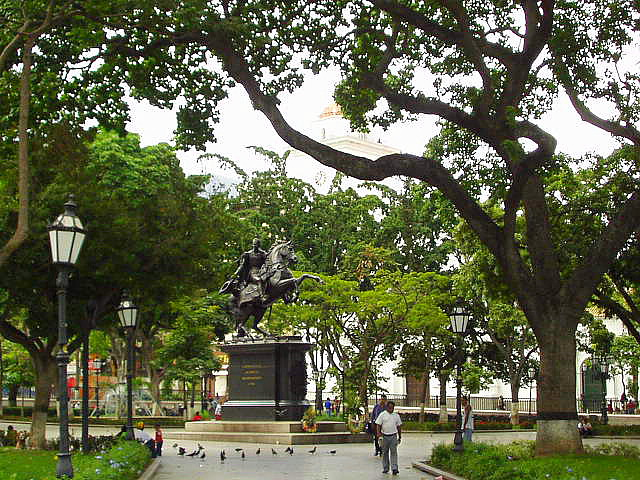
Статуя Сімона Болівара на площі Болівара

#### Уродженці Каракаса
- Сімон Болівар (1783–1830) — лідер боротьби за незалежність іспанських колоній в Південній Америці.
- Ромуло Гальєгос (1884–1969) — венесуельський політик, письменник, журналіст, 1948 року 9 місяців займав пост президента країни.
- Уго Чавес (1954–2013) — президент Венесуели (1999-2013).
- Хобарт Ерл (1961) — американсько-український диригент, головний диригент одеського Національного філармонічного оркестру.
- Ніколас Мадуро (1962) — чинний президент Венесуели (з 2013 року).
- Шанталь Бодо (1980) — венесуельська акторка.
- Гарбінє Мугуруса (1993) — іспанська тенісістка, переможниця Вімблдонського турніру 2017 року.

#### Проживали
- Василь Кричевський (1872–1952) — відомий український художник, архітектор и графік (помер у місті).
- Антін Король (1896–1966) — український галицький інженер[13].

## Галерея

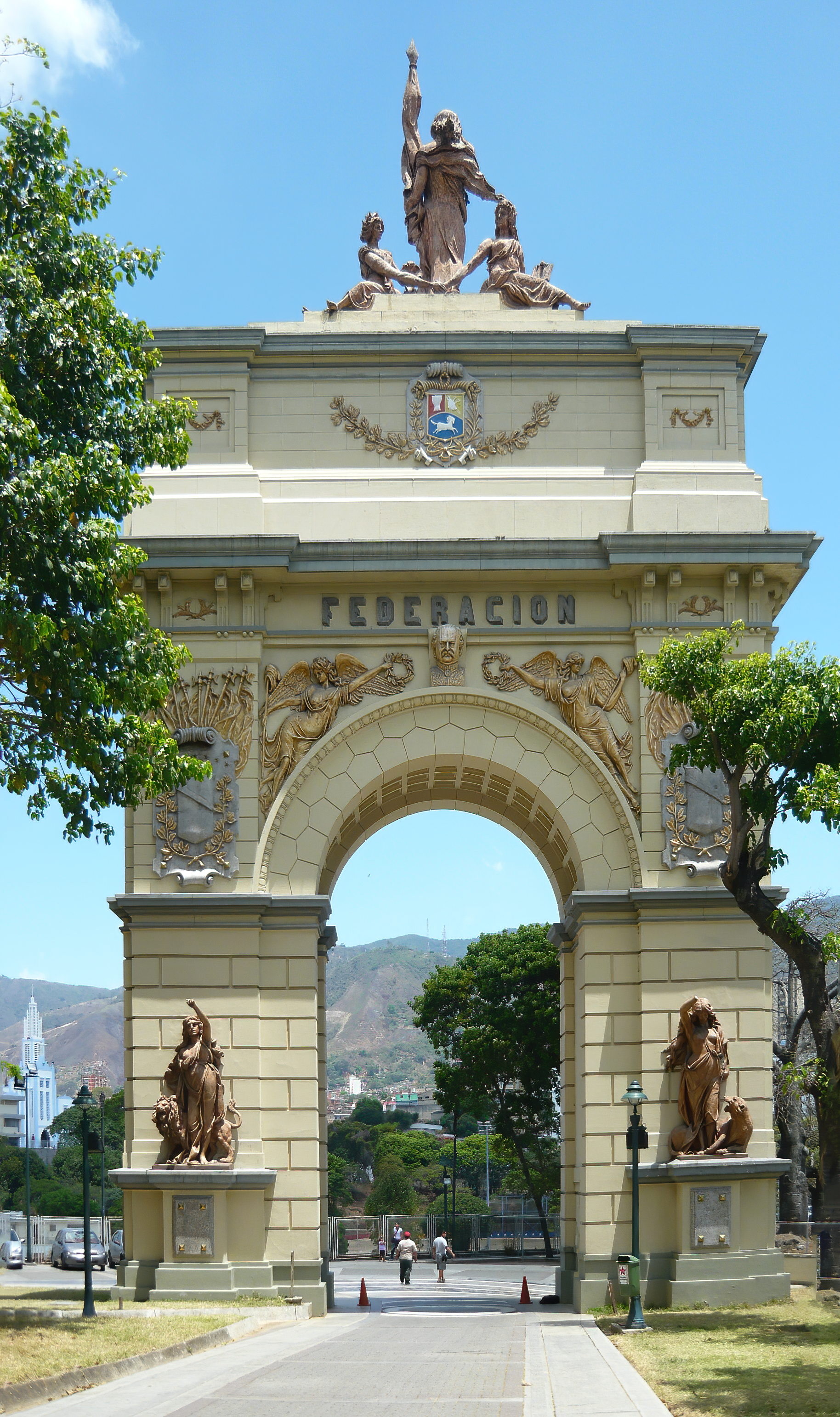
Арка Федерації
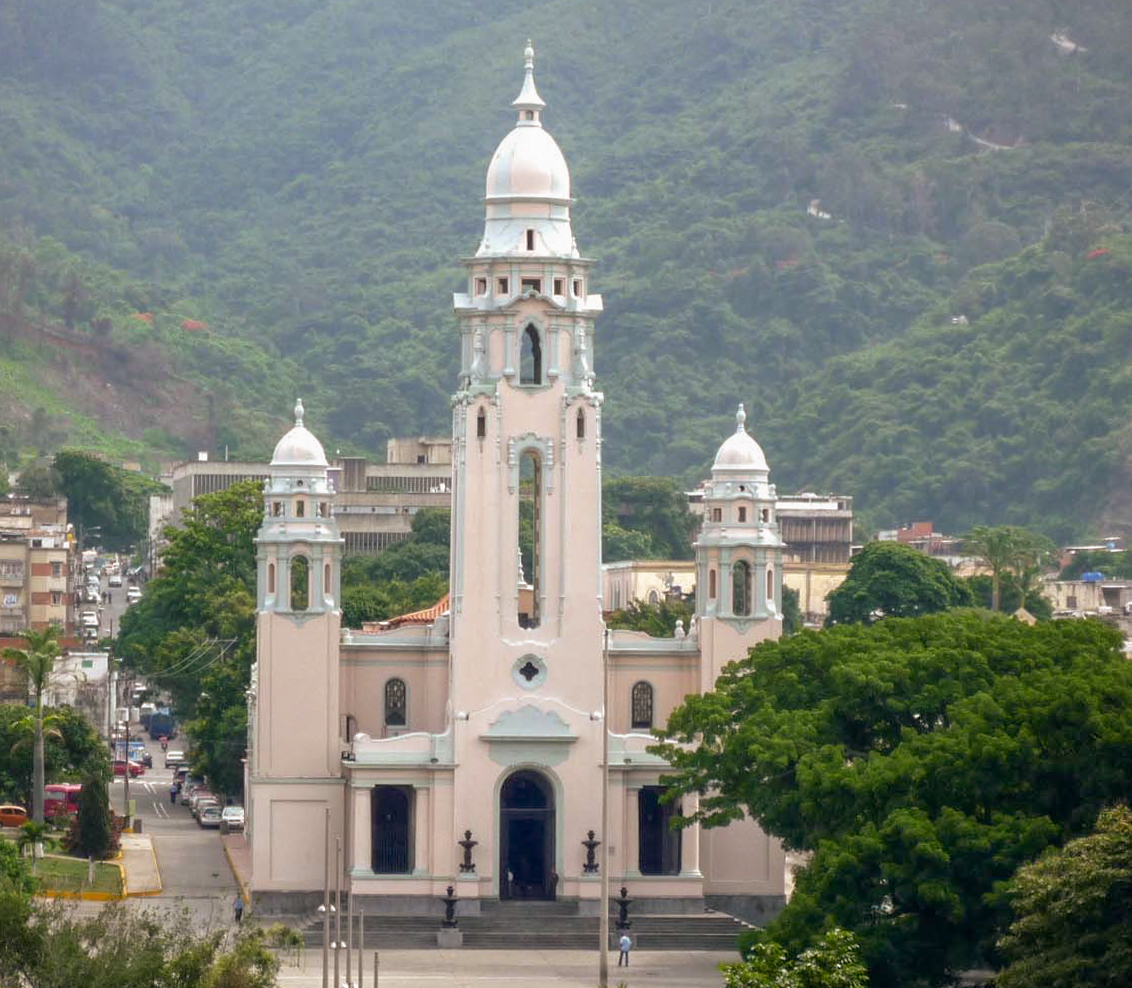
Національний пантеон
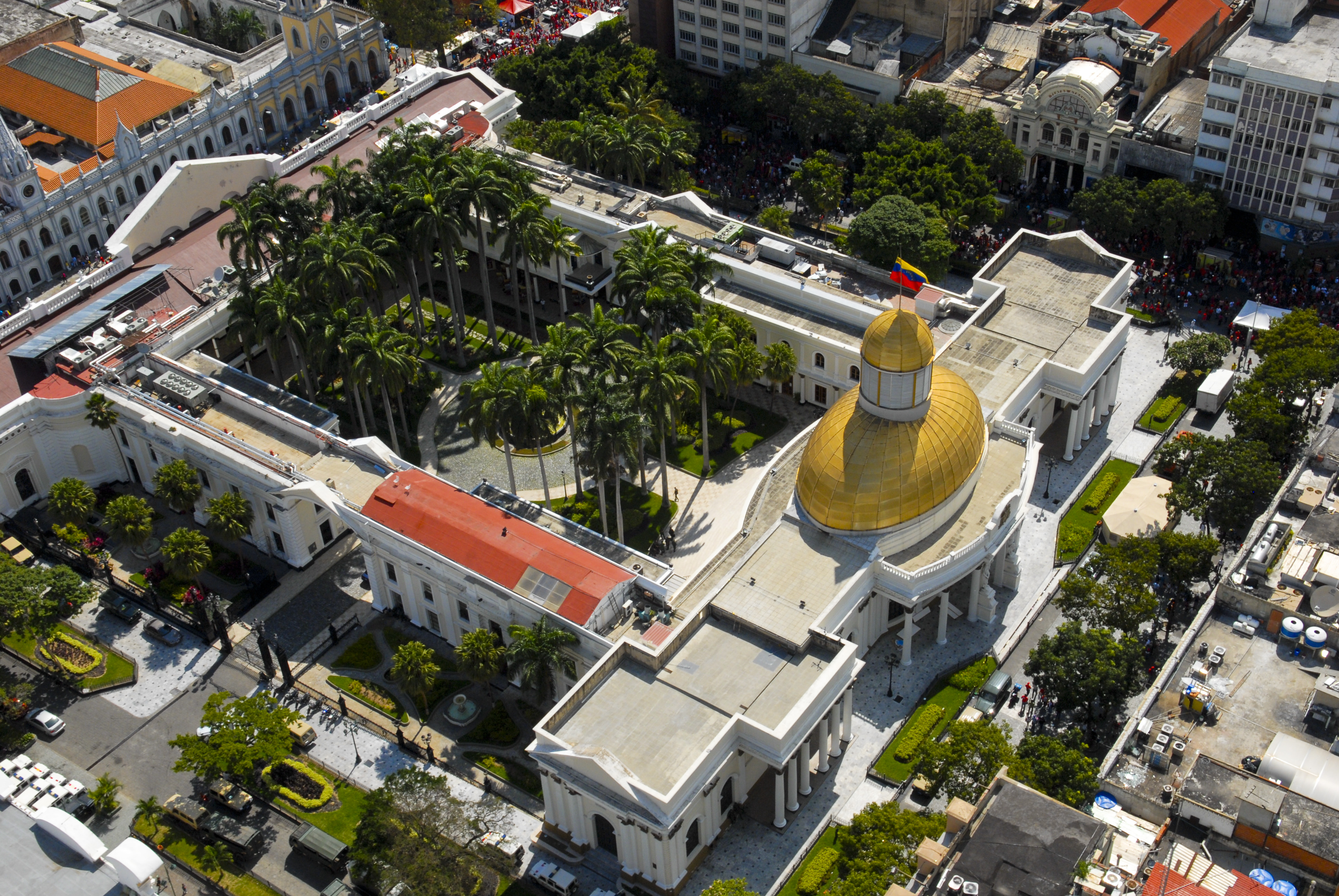
Палац Національної асамблеї Венесуели
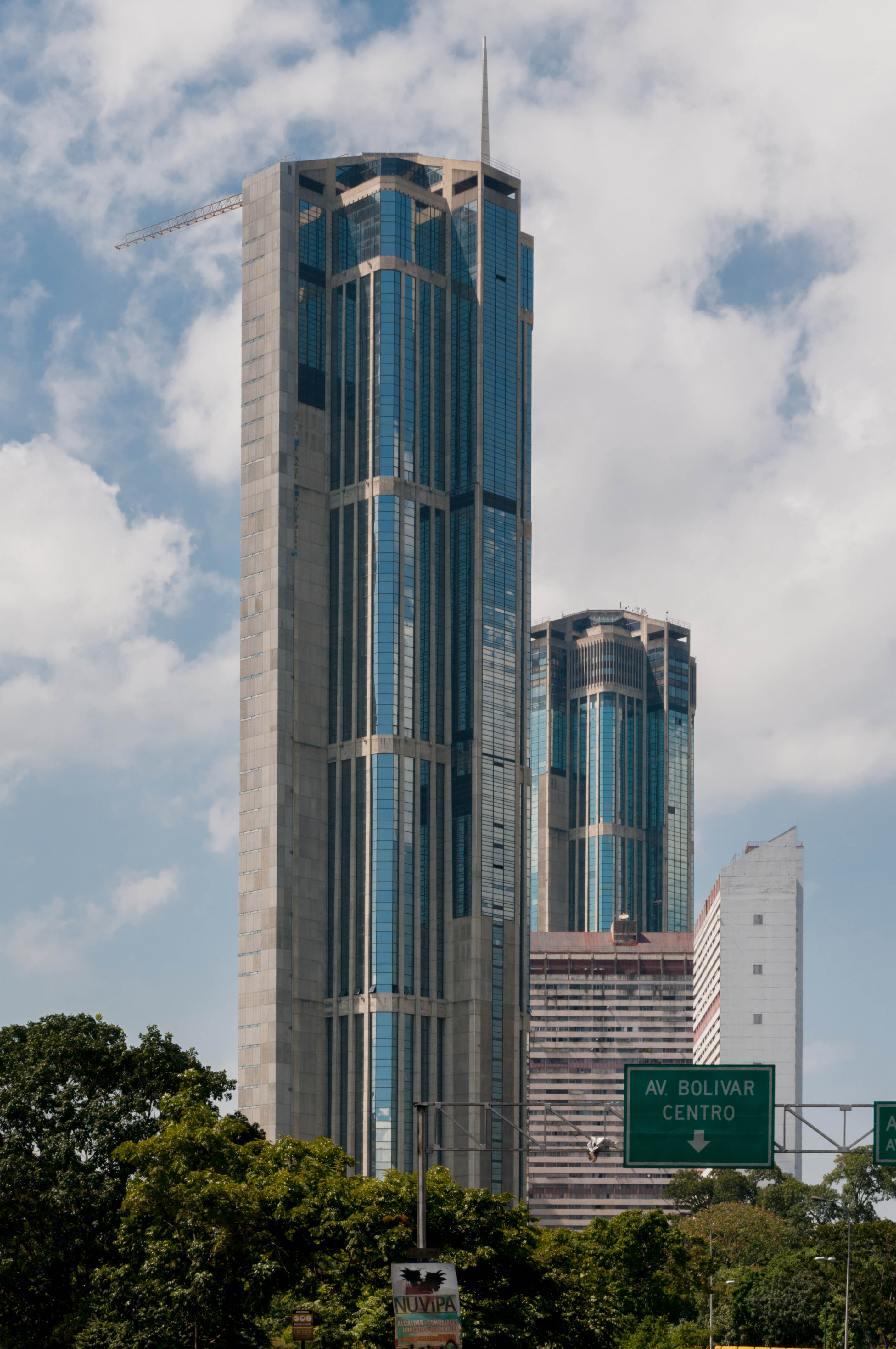
Урбаністичний комплекс Центрального парку
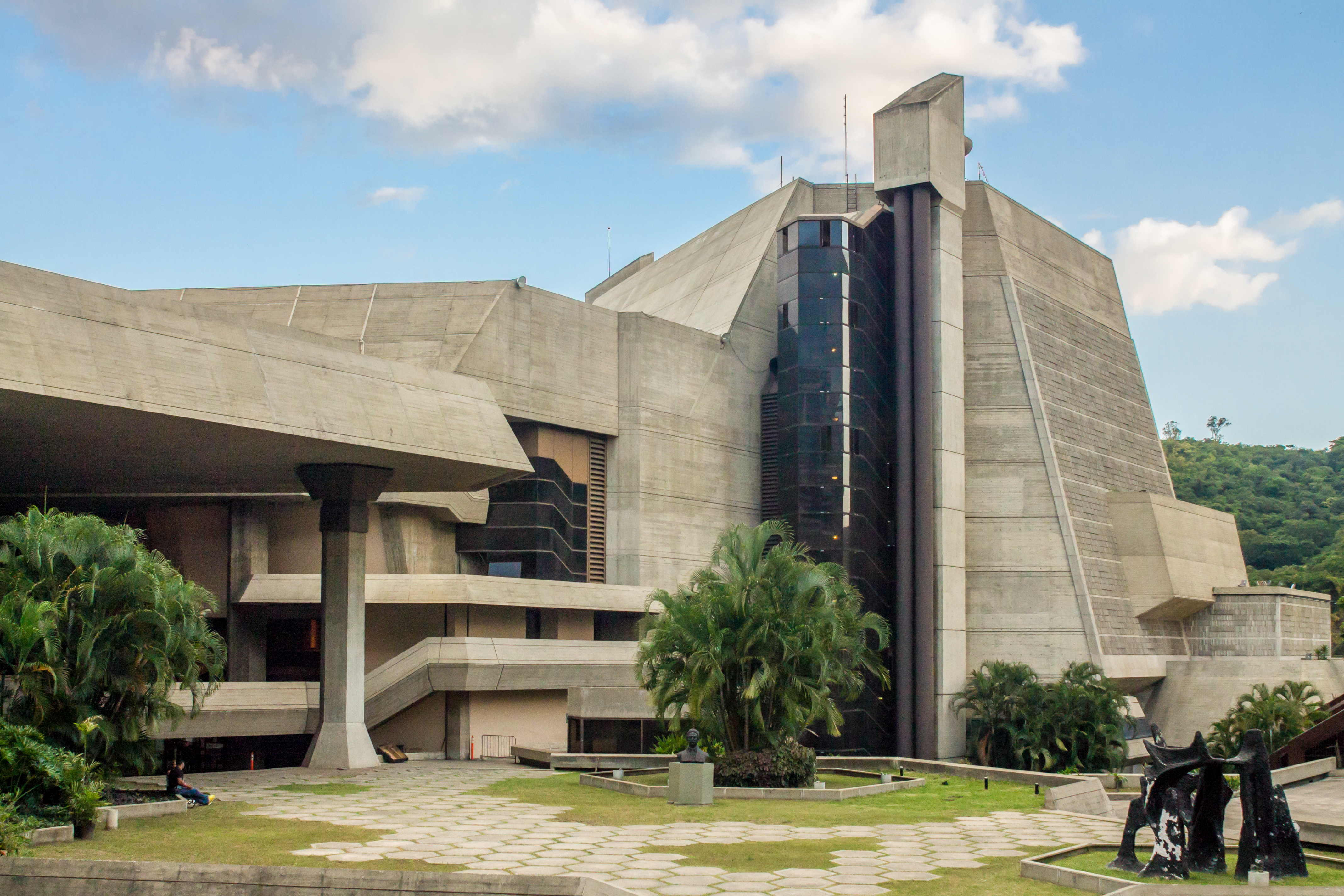
Культурний комплекс «Тереза Карреньо»
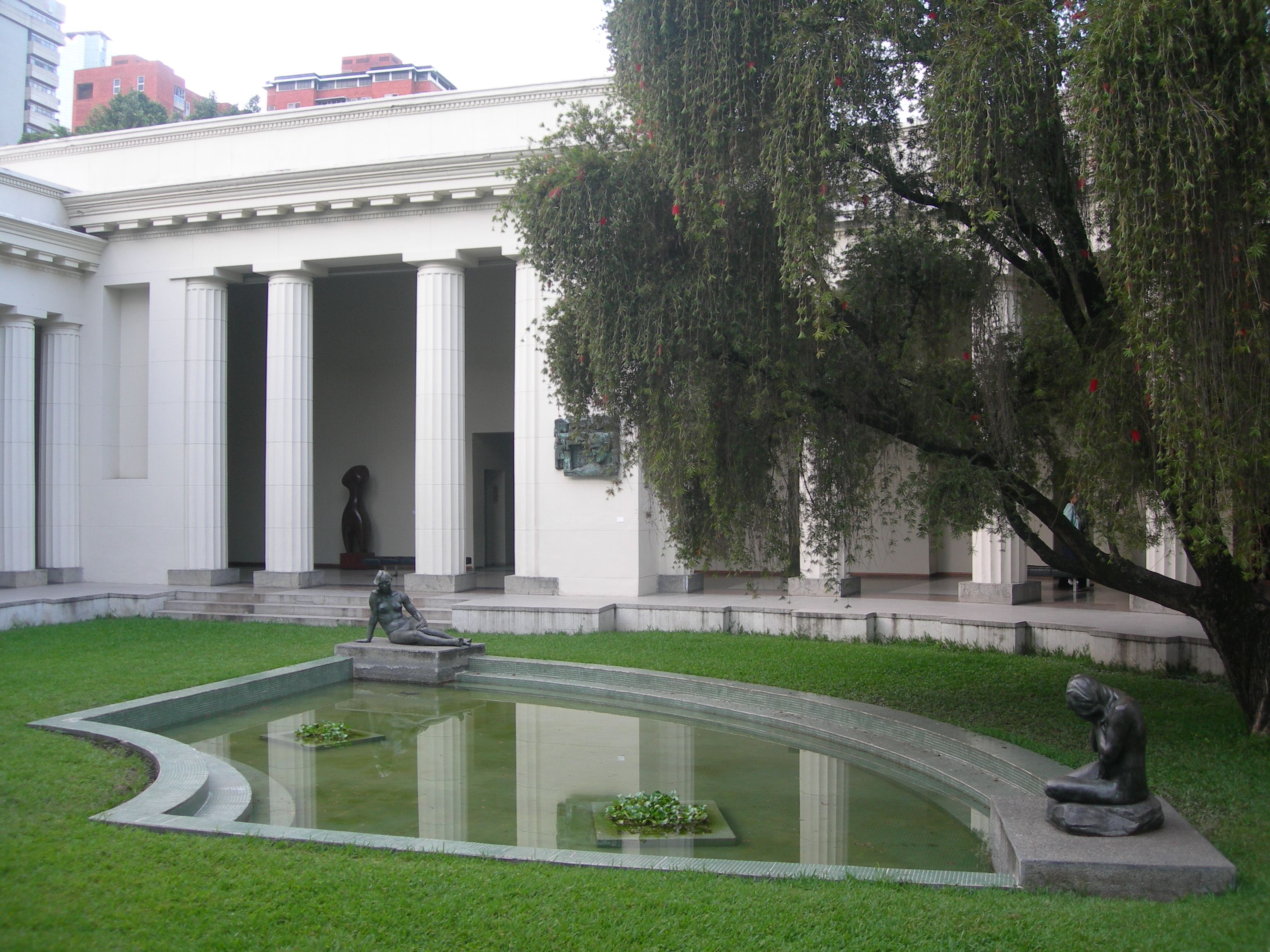
Національна картинна галерея
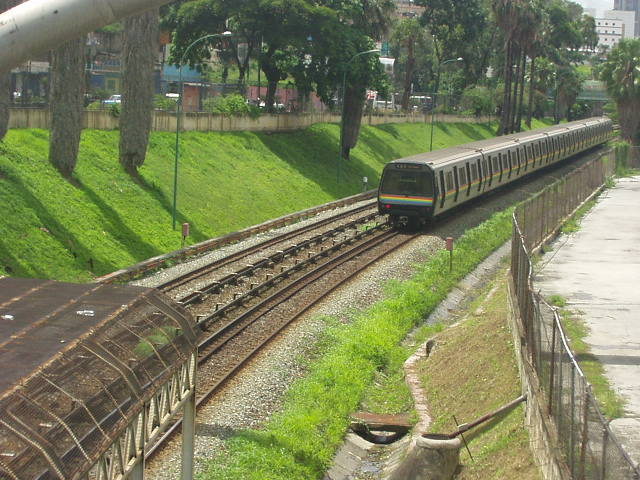
Наземний перегін однієї з ліній метрополітену Каракаса
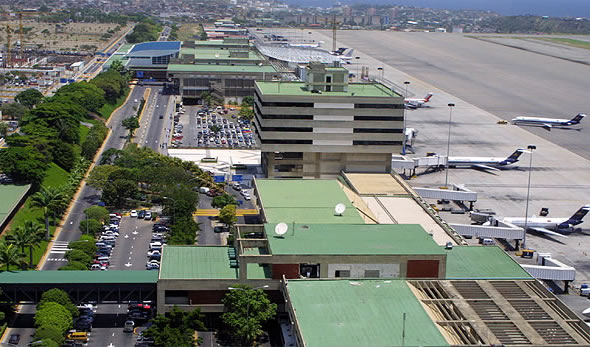
Міжнародний аеропорт Майкетії імені Сімона Болівара